# Podkarpackie Centrum Nauki Łukasiewicz
Podkarpackie Centrum Nauki Łukasiewicz – centrum nauki z siedzibą w miejscowości Jasionka koło Rzeszowa.

## Historia
Decyzję o budowie podjęto w 2018 roku. Koszty budowy pokryto ze środków UE (85%) i Samorządu Województwa Podkarpackiego (15%). Centrum zostało otwarte w grudniu 2022 roku. Centrum zrządza Wojewódzki Dom Kultury w Rzeszowie.
Centrum popularyzuje naukę w dziedzinach kojarzonych z województwem podkarpackim, tj. lotnictwo, kosmonautyka, informatyka i telekomunikacja. Znajdują się tam nie tylko wystawy, ale też pracownie warsztatowe. Centrum mieści się w bezpośrednim sąsiedztwie międzynarodowego portu lotniczego Rzeszów-Jasionka i podkarpackiego Centrum Wystawienniczo kongresowego G2A Arena.

## Budynek
Budynek Centrum został zakwalifikowany do finału konkursu Property Design Awards 2023 w kategorii: Bryła: Obiekty Publiczne.